# ویکسترومیا ایندیکا
ویکسترومیا ایندیکا (نام علمی: Wikstroemia indica) نام یک گونه از تیره مازریونیان است.